# Ronde van Italië 2002
In 2002 ging de 85e Ronde van Italië op 11 mei van start in de Nederlandse stad Groningen. Hij eindigde op 2 juni in Milaan. Er stonden 198 renners verdeeld over 22 ploegen aan de start. De ronde werd gewonnen door Paolo Savoldelli.
Aantal ritten: 20

Totale afstand: 3357.7 km

Gemiddelde snelheid: 37.567 km/h

Aantal deelnemers: 198

| Eindklassement       |                            |              |
| Algemeen klassement  | Paolo Savoldelli           | 89h 22' 42"  |
| Tweede               | Tyler Hamilton             | + 1' 41"     |
| Derde                | Pietro Caucchioli          | + 2' 12"     |
| Vierde               | Juan Manuel Gárate         | + 3' 14"     |
| Vijfde               | Pavel Tonkov               | + 5' 34"     |
| Zesde                | Aitor González Jiménez     | + 6' 54"     |
| Zevende              | Georg Totschnig            | + 7' 02"     |
| Achtste              | Fernando Escartín          | + 7' 07"     |
| Negende / (Bel)      | Rik Verbrugghe             | + 9' 36"     |
| Tiende               | Dario Frigo                | + 11' 50"    |
| (Ned)                | Michael Boogerd (17e)      | + 19' 28"    |
| Rode Lantaarn        | Eddy Serri (140e)          | + 3h 34' 55" |
| Puntenklassement     | Mario Cipollini            | 184 punten   |
| Tweede               | Massimo Strazzer           | 166 punten   |
| Derde                | Aitor González Jiménez     | 106 punten   |
| Bergklassement       | Julio Alberto Pérez Cuapio | 69 punten    |
| Tweede               | José Castelblanco          | 33 punten    |
| Derde                | Pavel Tonkov               | 25 punten    |
| Intergiro klassement | Massimo Strazzer           | 55h 05' 46"  |
| Tweede               | Serhij Hontsjar            | + 4' 26"     |
| Derde                | Aitor González Jiménez     | + 4' 41"     |
| Ploegenklassement    | Alessio                    | 267h 57' 29" |
| Tweede               | Lampre                     | + 30' 10"    |
| Derde                | Rabobank                   | + 40' 12"    |

## Belgische en Nederlandse prestaties
In totaal namen er 8 Belgen en 8 Nederlanders deel aan de Giro van 2002.

### Belgische etappezeges
- Rik Verbrugghe won de 7e etappe van Viareggio naar Lido di Camaiore.

### Nederlandse etappezeges
- In 2002 was er geen Nederlandse etappe-overwinning.

## Uitvallers

### 2e etappe
- Cédric Fragnière (Phonak Hearing Systems)
- Saulius Ruškys (Gerolsteiner)

### 3e etappe
- Ruggero Borghi (Tacconi Sport-Emmegi)
- Carlos Contreras (Colombia-Selle Italia)[1]

### 4e etappe
- Leonardo Giordani (Team Colpack-Astro)[1]

### 5e etappe
- Kurt Van Lancker (Lotto-Adecco)
- Vladimir Smirnov (Team Colpack-Astro)
- Domenico Romano (Landbouwkrediet-Colnago)[1]
- Daniel Clavero (Mercatone Uno)[1]
- Francesco Secchiari (Mercatone Uno)[1]
- Danilo Hondo (Team Telekom)[1]

### 6e etappe
- Jesus Manzano (Kelme-Costa Blanca)
- Robert Hunter (Mapei-Quick Step)
- Graeme Brown (Ceramiche Panaria-Fiordo)[2]
- Serhij Matvjejev (Ceramiche Panaria-Fiordo)[2]
- Faat Zakirov (Ceramiche Panaria-Fiordo)[1]
- Nicola Chesini (Ceramiche Panaria-Fiordo)[1]
- Filippo Perfetto (Ceramiche Panaria-Fiordo)[1]

### 7e etappe
- Fortunato Baliani (Colombia-Selle Italia)
- Torsten Schmidt (Gerolsteiner)

### 8e etappe
- Santiago Pérez (Kelme-Costa Blanca)
- Paolo Bettini (Mapei-Quick Step)[1]

### 9e etappe
- Mauro Zanetti (Alessio)

### 10e etappe
- Riccardo Forconi (Mercatone Uno)
- Freddy González (Colombia-Selle Italia)
- Stefano Garzelli (Mapei-Quick Step)[1]

### 11e etappe
- Robbie McEwen (Lotto-Adecco)[1]

### 12e etappe
- Ivan Quaranta (Index Alexia)
- Davide Rebellin (Gerolsteiner)
- Stefan van Dijk (Lotto-Adecco)
- Saja Gajicic (Formaggi-Trentini)
- Marius Sabaliauskas (Saeco-Longoni Sport)
- Sven Teutenberg (Phonak Hearing Systems)
- Ief Verbrugghe (Bel) Lotto-Adecco)
- Gilberto Simoni (Ita) Saeco-Longoni Sport)[1]
- Roberto Sgambelluri (Ita) Mercatone Uno)[1]

### 13e etappe
- Antonio Rizzi (Formaggi-Trentini)

### 14e etappe
- Massimo Codol (Lampre-Daikin)[1]

### 15e etappe
- John Freddy García (Colombia-Selle Italia)
- Ruggero Marzoli (Formaggi-Trentini)
- Marc Streel (Landbouwkrediet-Colnago)[1]

### 16e etappe
- Dario Andriotto (Index Alexia)
- Mauro Zinetti (Index Alexia)
- Juan Diego Ramírez (Colombia-Selle Italia)
- Marco Pantani (Mercatone Uno)
- Domenico Gualdi (Formaggi-Trentini)
- Michele Colleoni (Team Colpack-Astro)
- Wladimir Belli (Fassa Bortolo)[1]

### 17e etappe
- Daniele Contrini (Gerolsteiner)

### 18e etappe
- Fabrizio Guidi (Team Coast)
- Jens Heppner (Team Telekom)[1]

 winnaars · 
roze trui · 
  puntenklassement · 
  bergklassement · 
 jongerenklassement · 
 intergiro · 
 ploegenklassement · 
 strijdlust · 
 zwarte trui
Giro d'Italia Next Gen · Giro Donne · Cima Coppi
 Belgische rozetruidragers · etappewinnaars
 Nederlandse rozetruidragers · etappewinnaars
Mannen:
1909 · 
1910 · 
1911 · 
1912 · 
1913 · 
1914 · 
1919 · 
1920 · 
1921 · 
1922 · 
1923 · 
1924 · 
1925 · 
1926 · 
1927 · 
1928 · 
1929 · 
1930 · 
1931 · 
1932 · 
1933 · 
1934 · 
1935 · 
1936 · 
1937 · 
1938 · 
1939 · 
1940 · 
1946 · 
1947 · 
1948 · 
1949 · 
1950 · 
1951 · 
1952 · 
1953 · 
1954 · 
1955 · 
1956 · 
1957 · 
1958 · 
1959 · 
1960 · 
1961 · 
1962 · 
1963 · 
1964 · 
1965 · 
1966 · 
1967 · 
1968 · 
1969 · 
1970 · 
1971 · 
1972 · 
1973 · 
1974 · 
1975 · 
1976 · 
1977 · 
1978 · 
1979 · 
1980 · 
1981 · 
1982 · 
1983 · 
1984 · 
1985 · 
1986 · 
1987 · 
1988 · 
1989 · 
1990 · 
1991 · 
1992 · 
1993 · 
1994 · 
1995 · 
1996 · 
1997 · 
1998 · 
1999 · 
2000 · 
2001 · 
2002 · 
2003 · 
2004 · 
2005 · 
2006 · 
2007 · 
2008 · 
2009 · 
2010 · 
2011 · 
2012 · 
2013 · 
2014 · 
2015 · 
2016 · 
2017 · 
2018 · 
2019 · 
2020 · 
2021 · 
2022 · 
2023 · 
2024 · 
2025
Vrouwen:
1988 · 
1989 · 
1990 · 
1991 ·
1992 ·
1993 · 
1994 · 
1995 · 
1996 · 
1997 · 
1998 · 
1999 · 
2000 · 
2001 · 
2002 · 
2003 · 
2004 · 
2005 · 
2006 · 
2007 · 
2008 · 
2009 · 
2010 · 
2011 · 
2012 ·
2013 · 
2014 ·
2015 ·
2016 ·
2017 ·
2018 ·
2019 ·
2020 ·
2021 ·
2022 ·
2023 ·
2024 ·
2025